# Distrito de Bardejov
El distrito de Bardejov (en eslovaco: Okres Bardejov) es una unidad administrativa (okres) de Eslovaquia Nororiental, situado en la región de Prešov, con 75 793 habitantes (en 2001) y una superficie de 937 km². Su capital es la ciudad de Bardejov.

## Demografía
| Año        | 1994   | 2004    | 2014    | 2024    |
| ---------- | ------ | ------- | ------- | ------- |
| Población  | 73 638 | 76 455  | 77 830  | 75 664  |
| Diferencia |        | +3,82 % | +1,79 % | −2,78 % |

| Año        | 2023   | 2024    |
| ---------- | ------ | ------- |
| Población  | 75 547 | 75 664  |
| Diferencia |        | +0,15 % |

## Ciudades
- Bardejov

## Municipios (población año 2017)
- Abrahámovce 353
- Andrejová 365
- Bartošovce 721
- Becherov 280
- Beloveža 793
- Bogliarka 114
- Brezov 368
- Brezovka 113
- Buclovany207
- Chmeľová 368
- Cigeľka 583
- Dubinné 356
- Frička 333
- Fričkovce 740
- Gaboltov 494
- Gerlachov 1,052
- Hankovce423
- Harhaj 271
- Hažlín 1,116
- Hertník 1,041
- Hervartov 514
- Hrabovec 523
- Hrabské 617
- Hutka91
- Janovce 454
- Jedlinka 88
- Kľušov 1096
- Kobyly 854
- Kochanovce 255
- Komárov 449
- Koprivnica 688
- Kožany 109
- Krivé 218
- Kríže 68
- Kružlov 1017
- Kučín 328
- Kurima 1127
- Kurov 620
- Lascov 575
- Lenartov 1,136
- Lipová 70
- Livov81
- Livovská Huta 44
- Lopúchov 323
- Lukavica 380
- Lukov 641
- Malcov 1588
- Marhaň 966
- Mikulášová 132
- Mokroluh 766
- Nemcovce 249
- Nižná Polianka 230
- Nižná Voľa 287
- Nižný Tvarožec 530
- Oľšavce 179
- Ondavka 15
- Ortuťová 178
- Osikov 980
- Petrová 884
- Poliakovce 379
- Porúbka 227
- Raslavice 2739
- Regetovka 35
- Rešov 309
- Richvald 1003
- Rokytov 549
- Šarišské Čierne 308
- Šašová 149
- Šiba 618
- Smilno 693
- Snakov 685
- Stebnícka Huta 226
- Stebník 295
- Stuľany 560
- Sveržov 604
- Tarnov 385
- Tročany 292
- Vaniškovce 369
- Varadka 216
- Vyšná Polianka 113
- Vyšná Voľa 392
- Vyšný Kručov 149
- Vyšný Tvarožec 124
- Zborov 3485
- Zlaté 772